# Coupe de l'UFOA 1989
Navigation
Édition précédente Édition suivante
La Coupe de l'UFOA 1989 est la treizième édition de la Coupe de l'UFOA, qui est disputée par les meilleurs clubs d'Afrique de l'Ouest non qualifiés pour la Coupe des clubs champions africains ou la Coupe d'Afrique des vainqueurs de coupe.
Toutes les rencontres sont disputées en matchs aller et retour. Cette compétition voit le sacre du club des Ranchers Bees du Nigéria qui bat les Ivoiriens de l'ASEC Abidjan en finale.

## Premier tour
| Équipe 1                   | Résultat      | Équipe 2          | Aller | Retour |
| -------------------------- | ------------- | ----------------- | ----- | ------ |
| AS Sigui Kayes             | 1 - 1e        | Ranchers Bees     | 1 - 1 | 0 - 0  |
| (T) ASFAG Conakry          | 2 - 2 5-3 tab | ASFA Yennenga     | 1 - 1 | 1 - 1  |
| Invincible Eleven          | 1e - 1        | AS Kaloum Star    | 0 - 0 | 1 - 1  |
| Olympic FC de Niamey       | 0 - 5         | ASEC Abidjan      | 0 - 3 | 0 - 2  |
| Requins de l'Atlantique FC | 1 - 2         | ASC Port Autonome | 0 - 0 | 1 - 2  |

## Quarts de finale
| Équipe 1          | Résultat | Équipe 2          | Aller | Retour |
| ----------------- | -------- | ----------------- | ----- | ------ |
| ASC Port Autonome | 2 - 3    | ASEC Abidjan      | 1 - 1 | 1 - 2  |
| Ranchers Bees     | 3 - 0    | ASFAG Conakry (T) | 3 - 0 | 0 - 0  |
| Invincible Eleven | -        | exempt            | -     | -      |

## Demi-finales
| Équipe 1          | Résultat | Équipe 2     | Aller | Retour |
| ----------------- | -------- | ------------ | ----- | ------ |
| Invincible Eleven | 3 - 3e   | ASEC Abidjan | 3 - 1 | 0 - 2  |
| Ranchers Bees     | -        | exempt       | -     | -      |

## Finale
| Équipe 1      | Résultat | Équipe 2     | Aller | Retour |
| ------------- | -------- | ------------ | ----- | ------ |
| Ranchers Bees | 4 - 3    | ASEC Abidjan | 3 - 1 | 1 - 2  |